# Western Mining
Western Mining  ist ein chinesisches Unternehmen mit Firmensitz in Xining.
Das Unternehmen ist im Bergbau tätig. Gefördert werden verschiedene Erze, unter anderem Blei-, Kupfer-, Eisenerz, Zink und Bauxit. Gegründet wurde Western Mining 2000. Geleitet wird das Unternehmen gegenwärtig von Mao Xiaobing. Western Mining war im chinesischen Aktienindex SSE 50 in Shanghai gelistet.